# Públio Cornélio Cipião Násica
Públio Cornélio Cipião Násica (em latim: Publius Cornelius Scipio Nasica) foi um político da família dos Cipiões da gente Cornélia da República Romana eleito cônsul em 191 a.C. com Mânio Acílio Glabrião. Era filho de Cneu Cornélio Cipião Calvo, cônsul em 222 a.C. e morto na Hispânia em 211 a.C., irmão de Cneu Cornélio Cipião Híspalo, cônsul em 176 a.C., e primo de Cipião Africano. Seu agnome, "Nasica", significa "nariz pontudo". É chamado também de Násica, o Velho, para diferenciá-lo de seu filho, Públio Cornélio Cipião Násica Córculo, cônsul em 162 e 155 a.C., e de seu neto, Públio Cornélio Cipião Násica Serapião, cônsul em 138 a.C..

## Primeiros anos

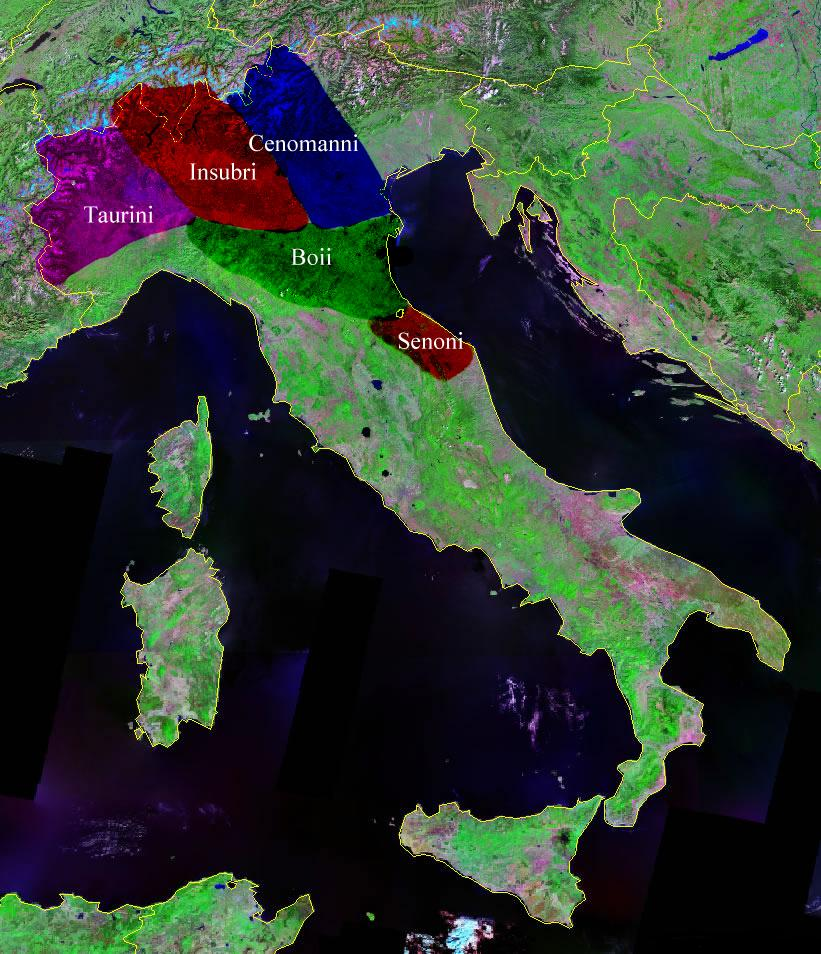
Mapa da Gália Cisalpina mostrando os povos da região. Em seu consulado, Násica anexou metade do território dos boios (boii), em verde

Em 204 a.C., Depois de sua chegada à cidade de Pérgamo, Marco Valério Levino e uma delegação de embaixadores foram recebidos pelo rei de Pérgamo, Átalo I, que os levou a Pesino, onde estava a estátua de Cibele ("Magna Mater"), a "Mãe dos Deuses". Os Livros Sibilinos de fato já haviam advogado a adoção do culta a esta deusa para ajudar Roma em sua guerra contra Cartago e Marco Valério Falto, um dos embaixadores, retornou com a estátua à Roma. A pedido do Senado Romano, Násica viajou escoltando as matronas romanas até Óstia para recebê-los, pois era considerado pelos senadores o "melhor cidadão romano", apesar não ter ainda idade para poder ser questor.
Em 200 a.C., foi, com Caio Terêncio Varrão e Tito Quíncio Flaminino, um dos triúnviros coloniis deducendis responsáveis por assentar novos colonos em Venúsia. Em 196 a.C., foi eleito edil curul e, dois anos depois, foi pretor na Hispânia Ulterior, onde lutou contra os turdetanos e derrotou os lusitanos em Ilipa.
Apesar de suas vitórias e do apoio de seu poderoso primo, foi derrotado em sua primeira tentativa de tornar-se cônsul, em 192 a.C., por Lúcio Quíncio Flaminino, irmão do celebrado vencedor da Segunda Guerra Macedônica, Tito Quíncio Flaminino, que acabara de celebrar um triunfo.

## Consulado (191 a.C.)
Foi eleito cônsul em 191 a.C. com Marco Acílio Glabrião e recebeu como província consular a Itália. Derrotou os boios e anexou metade de seu território, que depois foi utilizado para a criação de novas colônias, o que lhe valeu um triunfo quando voltou a Roma.

## Anos finais
Násica defendeu seu primo, Cipião Asiático, quando ele foi acusado de corrupção em 187 a.C., logo depois de derrotar Antíoco III, o Grande na Guerra romano-síria. Dois anos depois, foi derrotado na eleição para censor em 189 a.C. (por Tito Flaminino e Marco Cláudio Marcelo) e novamente em 184 a.C. (desta vez para Lúcio Valério Flaco e Catão, o Velho), os quatro da facção adversária dos Cipiões em Roma, comandada pelos Fábios e pelo próprio Catão. Plínio que ele teria sido "duas vezes rejeitado pelo povo" (em latim: "bis repulsa notatus a populo"). Em 183 e 182 a.C. foi novamente triúnviro coloniis deducendis com Caio Flamínio e Lúcio Mânlio Acidino Fulviano, com a missão de estabelecer uma colônia em Aquileia.
Foi citado pela última vez em 171 a.C., quando foi um dos defensores solicitados pelos embaixadores dos povos hispânicos para julgar os governadores romanos que os estavam oprimindo.

## Jurista
Tanto Násica, o Velho, como seu filho, Násica Córculo, foram reconhecidos em Roma como grandes juristas. Pompônio relata que ele ganhou do estado romano uma casa na via Sacra para que pudesse ser facilmente consultado quando necessário.

## Descendentes
Násica foi o primeiro Cipião Násica e fundou o ramo Násica dos Cipiões. Seu filho, Públio Cornélio Cipião Násica Córculo, casou-se com sua prima de segundo grau, Cornélia Africana Maior, a filha mais velha de Cipião Africano, reunindo as duas linhagens. Seus descendentes pela linha masculina sobreviveram pelo menos até 46 a.C., na figura de Metelo Cipião, que foi adotado pela família dos Cecílios Metelos.